# Federació Popular Democràtica
Federació Popular Democràtica (FPD) fou una organització política demòcrata cristiana creada el 1975 per José María Gil-Robles y Gil-Delgado. Hereva de la Democràcia Social Cristiana de José María Gil-Robles y Quiñones. Va formar juntament amb Izquierda Democrática de Joaquín Ruiz-Giménez l'Equip de la Democràcia Cristiana de l'Estat Espanyol per a les eleccions generals espanyoles de 1977, on només va obtenir l'1,18% dels vots. Es va integrar en la Federació de la Democràcia Cristiana el 1977 i poc després ambdues es van dissoldre.